# Outloň jávský
Outloň jávský (Nycticebus javanicus) je poloopice z čeledi outloňovitých. Žije pouze na ostrově Jáva v Indonésii, kde obývá tropický deštný les. Někdy je také outloň jávský uváděn jako poddruh outloně váhavého Nycticebus coucang subspec. javanicus É. Geoffroy, 1812.

## Popis
Outloň jávský je poměrně malý, jeho váha je udávána mezi 560 až 1200 gramy, měří asi 30 cm. Má světle hnědou srst s tmavým pruhem na zádech, přes čenich má svislý světlý pás. Kolem velkých očí má černé nebo hnědé okruží, které jeho oči zvýrazňují. Oči mu umožňují dobré noční vidění, vidí však jen černobíle. Uši celkem malé, má skryty v srsti. Zakrslý ocas je dlouhý 1 cm. Končetiny má poměrně krátké, k vůli nim působí zavalitým dojmem. Pod lokty předních končetin vyměšuje, stejně jako ostatní outloni, mírně jedovatý výměšek, který si roztírá po srsti.

## Stravování
Jsou to všežravci, potravu si však opatřují jen v korunách stromů. Konzumují plody, květy, mladé výhonky a listy, stromovou pryskyřici, hmyz i další bezobratlé, které chytá předními tlapkami.

## Způsob života
Jsou to noční živočichové, kteří celý svůj život stráví v korunovém patře tropických stromů. Den přespí v hustých větvích nebo v dutinách, s příchodem noci se vydávají na lov. Po větvích neskáčou, ale loudavě popolézají. Lezou i hlavou dolů. Většinou se větve drží alespoň třemi končetinami, ve svých končetinách mají velkou sílu. Mají více obratlů než ostatní outloňovití a proto se mohou na větvi i otočit. V období odpočinku mohou na větvích i viset pověšeni za končetiny.
Mimo reprodukční období jsou samotáři, nemají vyhraněná teritoria, při setkání s jiným outloněm nedochází ke konfliktům. Mezi sebou se dorozumívají hlasovými projevy, pachy a rituálním chováním.

## Rozmnožování
Outloň jávský si nevytváří harémy, nežije se samicemi pohromadě. Březost samice je asi 5,5 až 6 měsíců, většinou se narodí jedno mládě. Samice ho kojí až 6 měsíců a pak ještě 3 měsíce opatruje, samec žije odloučeně. Pohlavní dospělost dosahují samci okolo 20 a samice 24 měsíců. Mají průměrnou délku života 12 až 14 let.

## Ohrožení
V případě ohrožení kouše, stočí se do klubíčka a nastavuje srst natřenou svými jedovatými výměšky žláz nebo spadne se stromu. Mezi jeho přirozené nepřátele patří krajta, jestřáb nebo orel. Více než těmito dravci je ohrožován pytláky, nedovoleným obchodováním a ničením jeho přírodního prostředí.
Outloň jávský je podle červeného seznamu IUCN prohlášen za kriticky ohrožený druh.